# Vyond
Vyond (ビヨンド、旧称:GoAnimate、Go!Animate)は、アメリカ合衆国のクラウドベースなアニメーション映像制作プラットフォー厶である。

## 歴史
2007年に中国系アメリカ人のアルヴィン・ハンがGoAnimateとして設立し、2008年中頃にGoAnimateの初バージョンをリリースした。2009年5月、DomoAnimateというどーもくんのショートアニメをベースにしたGoAnimationsを制作できるプログラムを立ち上げた。このプログラムのサイトは2014年9月15日に閉鎖されGoAnimate for Schoolsのサイトにリダイレクトされるようになった。2011年初め、GoAnimateはYouTube CreateというYouTubeのコンテンツを制作できるアプリケーションスイートの創設パートナーとなった。
2011年8月、GoAnimate for SchoolsというGoAnimateのプライバシー、セキュリティ、コンテンツモデレーションを強化しグループ管理機能を追加した学校向けバージョンが一般公開された。同年10月、大統領選挙のキャラクターカスタムセットが人気を得た。
2012年3月1日、GoAnimateは公式サイトに初のビジネス向けテーマ4つで構成されるビジネスフレンドリーテーマを公開した。4月、1080pダウンロード、ロゴの除去や差し替え、新たなビジネス向けテーマが含まれる初のビジネス向けサブスクリプションサービスを開始、GoAnimateの利用増と人気獲得に繋がった。
2013年7月、GoAnimateプラットフォームで作成された映像が1億を突破した。
2013年9月16日、GoAnimateのロゴが感嘆符を除去したものに変更された。同日、サイトリニューアルで新たなユーザーインターフェースが公開され、GoBucksとGoPointsの提供が終了した。

2013年から2018年までのGoAnimateのロゴ

2013年末、新たなビジュアルテーマとして説明ビデオ制作の先駆的存在であるCommon Craftの「ペーパーカットアウト」素材がGoAnimateに統合された。2014年4月、グループでの共同作業やレビューが可能になる管理ツールのフル機能が使えるマルチシートビジネスサブスクリプションプランがスタートした。また、GoAnimateは次のビジネステーマとして後のWhiteboard AnimationをリリースしLectoraというeラーニングコースウェアオーサリングプラットフォームとの統合を実施した。
2014年末、最高裁の判事と設定の新たなセットを含むGoAnimateのライブラリ素材数が10,000を越えた。2015年GoAnimateの3つめの拠点（香港とサンフランシスコに続く）として台湾にオフィスを開設した。
2015年5月時点でGoAnimateは将来の拡張計画として株式上場を発表したがどこの市場に上場するかは未定だった。
2015年10月19日、携帯端末への対応を理由にAdobe FlashからHTML5アニメーションへの移行を発表、Lil' Peepz、Comedy World、Anime、Stick Figure、Cartoon Classicsといった技術的適応性が低いテーマ（もしくは非ビジネステーマ）はHTML5との互換性がないことで終了となった。
2019年5月6日、Flashのサポート終了により古い映像制作プラットフォームを2019年12月に終了することを発表、2019年8月14日、全ユーザーのアカウントがVyond Studioに既定された。

## 製品
Vyondはユーザーにドラッグアンドドロップインターフェイスで操作できる10万ものプレアニメーション素材のライブラリを提供している。素材にはキャラクター、アクション、テンプレート、プロップ、テキストボックス、音楽トラックや効果音と言ったのがある。ユーザーは音楽ファイル、画像ファイル、映像ファイルといった自身の素材をアップロードすることができる。また、ユーザーがパンやズームを作成するためのドラッグアンドドロップ比較ツールもある。
台詞やナレーションはプラットフォームに直接録音したり音声ファイルをインポートすることができる。キャラクターは割り当てられた台詞に合わせて自動的に口を動かすことができる。これとは別に音声をナレーションとすることも可能。ユーザーは完成した映像をMP4ファイル、GIFファイル、映像プレゼンテーションとしてダウンロードしたり、YouTube、Wistia、Vidyard、Vimeo、Vzaar、WeVideoといった映像投稿サイトに直接公開することができる。
かつてGoAnimateのアナザーバージョンとしてGoAnimate for Schoolsというのがあった。2018年4月10日、VyondはGoAnimate for Schoolsを2019年6月30日に終了することを発表、同じ日にSchoolsのサイトでの14日無料トライアルを終了した。Goanimate4schools.comでのサブスクリプション購入と更新は同年5月6日に終了し、6月30日に公式の製品サポートとサービスを終了した。

## グラウンデッド・ビデオ
2011年にYouTubeにおいてVyondを活用した動画のサブカルチャーが誕生した。これらのビデオは俗に「グラウンデッド・ビデオ」、「パニッシュメント・デイ・ビデオ」と呼ばれ、通常、カイユー、ドーラといっしょに大冒険、Little Bill、Arthurといった子供向けアニメの主人公などのキャラクターが登場したり、他のキャラクターが性格に合わない行動を取ることでトラブルに巻き込まれ結果的に大げさな罰を受けてしまう。一般的に、これは数十年から100年にとどまらず度々数十億年まで誇張されるほど非常に長く不合理なグラウンディングになってしまう。これらの罰は法的機関によって執行される即時の終身刑や死刑と極端になることがある。グラウンディングビデオは通常、これらの映像で使われる大多数が分からない声を出したり、泣き声や叫び声といった表現ではなく文字通りの擬音を出すためのVyondが提供する音声合成システムなどコメディ効果と意図として制作されている。それぞれの動画の再生数は数百万に達している。